# Pep Gorgori
Pep Gorgori González (Barcelona, 1977) es un musicólogo y periodista catalán, especialmente conocido por su trabajo en el diario ABC, donde ha destacado por su labor periodística y como crítico musical.
También es conocido por sus retransmisiones de conciertos para Radio Clásica desde Barcelona y ser el director del programa de RNE4, L'Hora Clàssica.También ha colaborado en programas de Silvia Tarragona y Rosa Gil, donde ha aportado su perspectiva musical y crítica. A lo largo de su trayectoria, ha trabajado como periodista en los servicios informativos de la Cadena SER y RAC1, y ha colaborado con la Revista Musical Catalana, además de otras publicaciones especializadas como Ópera Actual y Scherzo.
Pep Gorgori ha publicado la biografía de la soprano Victoria de los Ángeles, titulada Tot semblava tan senzill. Publicada por la editorial Ficta con el apoyo del Ayuntamiento de Barcelona, este libro es fruto de una exhaustiva investigación que duró cuatro años e implicó la consulta de noventa mil documentos repartidos en treinta archivos diferentes. En 2025 verá la luz su versión castellana. La biografía ha sido alabada por su narrativa atractiva y su capacidad para humanizar y hacer accesible al gran público la figura de la cantante. La crítica ha destacado su enfoque serio y reflexivo para profundizar en la formación de Victoria de los Ángeles, sus apoyos, y las dificultades personales que afrontó, incluyendo su lucha contra la depresión y la traición, sin olvidar su tamaño artístico, que la llevó en el éxito internacional.
Fue comisario de la exposición Aquella eterna admiración, sobre Victoria de los Ángeles y Alicia de Larrocha, en el Palau Robert de Barcelona, en el marco del centenario de ambas intérpretes. También coordinó las actividades del Año Enrique Granados en 2016.  Ha colaborado en la producción de dos discos del organista Juan de la Rubia, dedicados a la música de Bach y Antonio de Cabezón .
Pep Gorgori estudió Periodismo en la Universidad Autónoma de Barcelona. En esta misma universidad inició los estudios de Historia y Ciencias de la Música, que culminó en la Universidad de La Rioja en 2010. Posteriormente, cursó un máster en Gestión Cultural y Políticas Culturales especializado en música en Goldsmiths (University of London). En 2025 tiene previsto depositar su tesis doctoral, dedicada a la interpretación con criterios históricamente informados en España en el tercio central del siglo XX, y más concretamente en la labor del grupo Ars Musicae de Barcelona. Como musicólogo, ha participado en diferentes congresos nacionales e internacionales, incluyendo el último congreso de la Sociedad Internacional de Musicología, celebrado en Atenas.